# 小普雷西尼
小普雷西尼（法語：Le Petit-Pressigny，法語發音：[lə pəti pʁesiɲi] ⓘ）是法国安德尔-卢瓦尔省的一个市镇，与大普雷西尼相邻，属于洛什区。

## 地理
小普雷西尼（46°55'19"N, 0°55'9"E）面积32.05 平方千米，位于法国中央-卢瓦尔河谷大区安德尔-卢瓦尔省，该省份为法国中西部省份，北起萨尔特省、东北接卢瓦-谢尔省，东南接安德尔省，南至维埃纳省，西临曼恩-卢瓦尔省。
与小普雷西尼接壤的市镇（或旧市镇、城区）包括：布赛、拉塞勒格南、沙尔尼宰、绍米赛、大普雷西尼、克莱斯河畔普勒伊。

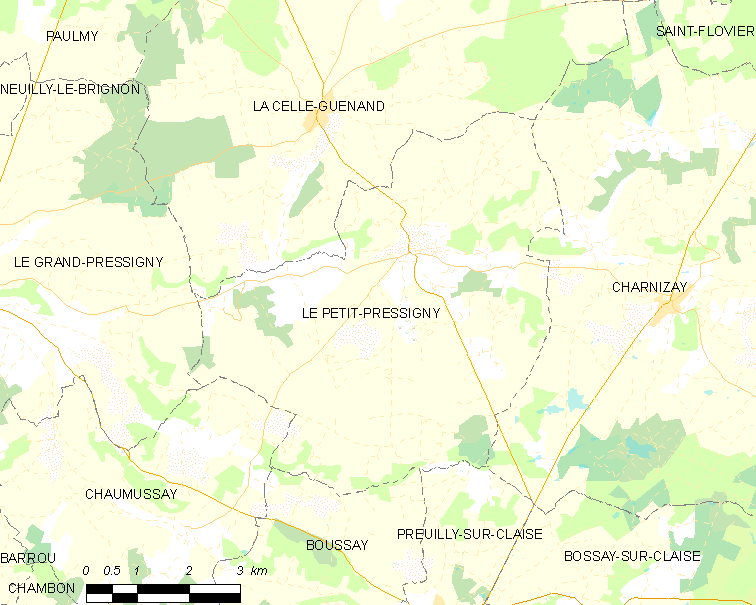
小普雷西尼的OSM定位图

小普雷西尼的时区为UTC+01:00、UTC+02:00（夏令时）。

## 行政
小普雷西尼的邮政编码为37350，INSEE市镇编码为37184。

## 政治
小普雷西尼所属的省级选区为笛卡尔县。

## 人口

1962-2008年间小普雷西尼人口变化图示

小普雷西尼于2022年1月1日时的人口数量为307人。